# Cale Makar
Cale Douglas Makar (Calgary, 30 de outubro de 1998) é um jogador canadense de hóquei no gelo profissional que joga pelo Colorado Avalanche da National Hockey League (NHL). Ele foi selecionado pelo time como a quarta escolha geral no Draft da NHL de 2017.
Após duas temporadas na NCAA com a Universidade de Massachusetts Amherst, Makar estreou na NHL na temporada de 2019–20, causando um impacto imediato e vencendo o Troféu Memorial Calder como Calouro do Ano. Em sua segunda temporada profissional, foi indicado para o Troféu James Norris, concedido ao melhor defensor da liga, e venceu na temporada seguinte. Makar conquistou a Stanley Cup com o Avalanche em 2022, recebendo o Troféu Conn Smythe como o MVP dos playoffs de 2022. Ele tem sido amplamente citado como um dos melhores defensores da NHL.

## Carreira profissional

### Júnior
Makar, natural de Calgary, começou a jogar hóquei juvenil no Crowchild Blackhawks antes de se transferir para os Bruins da Northwest Calgary Athletic Association (NWCAA) em 2011. Originalmente, Makar foi draftado no nível major junior pelo Medicine Hat Tigers da Western Hockey League (WHL).
Para manter sua elegibilidade para a NCAA, Makar ingressou como jogador afiliado no Brooks Bandits da Alberta Junior Hockey League (AJHL), registrando cinco pontos em três jogos da temporada regular. Ao ajudar os Bandits a chegar às finais, Makar foi o terceiro defensor em pontos com 7 em 20 jogos. Tendo concordado em retornar aos Bandits nas temporadas seguintes, Makar anunciou seu compromisso de jogar hóquei universitário na Universidade de Massachusetts Amherst em 29 de agosto de 2015.
Como um jovem de 17 anos, Makar se destacou como um defensor notável no Brooks Bandits na temporada de 2015–16, registrando 55 pontos em 54 jogos. Ele marcou 14 pontos em 13 jogos para ajudar o time a conquistar o título da AJHL. Sua temporada produtiva lhe garantiu os prêmios de Novato do Ano da AJHL e da CJHL, o Prêmio de Melhor Defensor da Western Canada Cup e os prêmios de Melhor Defensor, Melhor Artilheiro e MVP do RBC Cup.
Makar sustentou e ampliou seu sucesso na temporada de 2016–17, liderando todos os defensores e terminando em sexto entre todos os jogadores da AJHL com 75 pontos (24 gols e 51 assistências) em 54 jogos, recebendo os prêmios de MVP e Melhor Defensor da liga. Ele teve 16 pontos em 13 jogos de playoffs para ajudar os Bandits a conquistar o bi-campeonato da AJHL e seis pontos em cinco jogos para ajudar a equipe a terminar em segundo lugar no Royal Bank Cup. Ele foi escolhido como o Melhor Defensor e o MVP do RBC Cup, sendo o primeiro jogador a ganhar o prêmio em temporadas consecutivas.

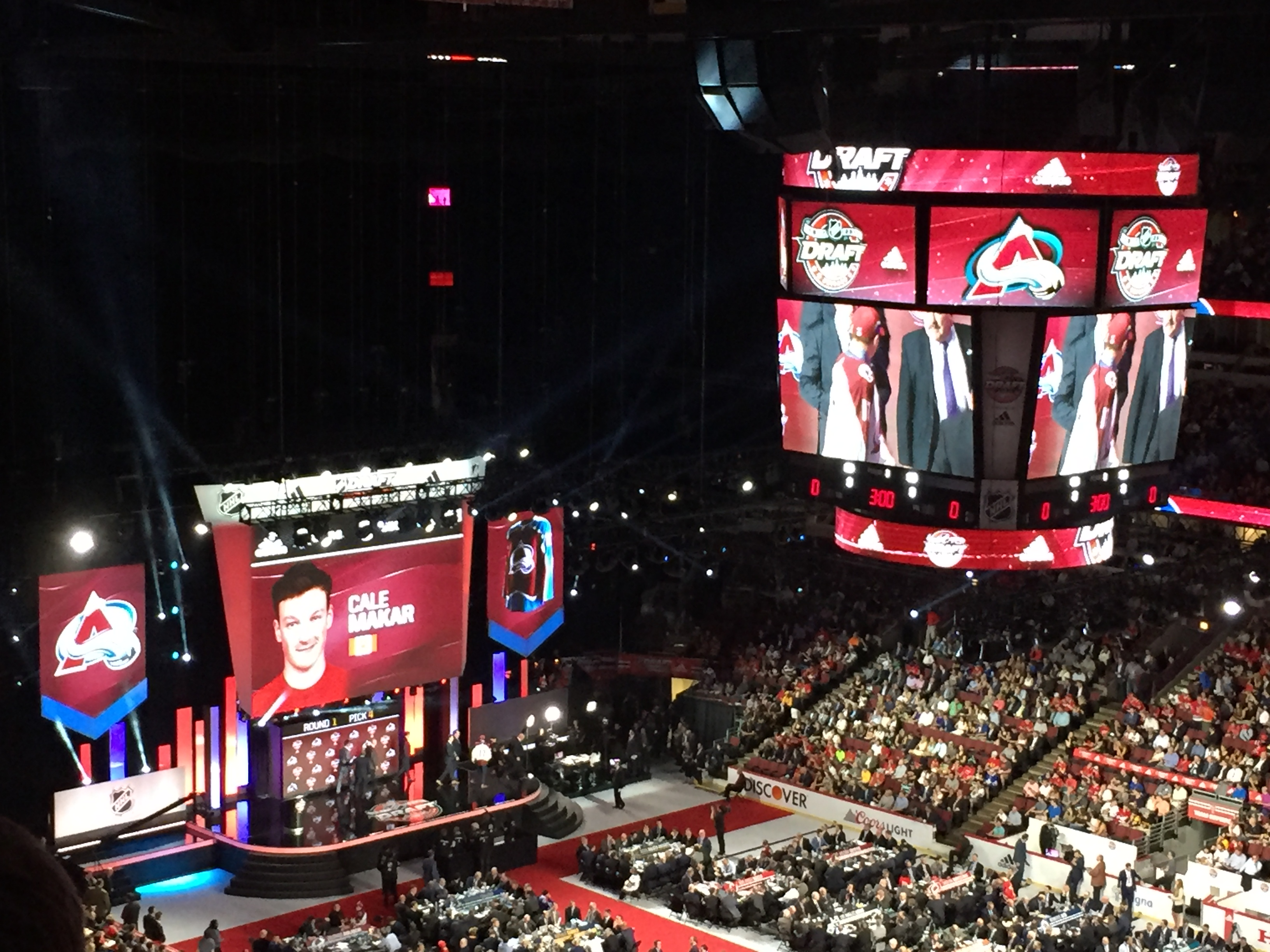
Makar foi selecionado pelo Colorado Avalanche no Draft da NHL de 2017.

Através da rápida ascensão de Makar no ranking antes do Draft da NHL de 2017, ele foi considerado um dos principais prospectos e um dos melhores defensores disponíveis. Ele foi descrito como um patinador dinâmico que cria oportunidades ofensivas sempre que está em gelo. Makar foi selecionado pelo Colorado Avalanche como a quarto escolha geral. Ele se tornou o jogador mais alto draftado a vir diretamente da AJHL e apenas o segundo na primeira rodada desde Joe Colborne em 2008.

### Universidade
Apesar de seu status de prospecto de alto nível, Makar optou por permanecer fiel ao seu compromisso de ingressar no programa em reconstrução da Universidade de Massachusetts para a temporada de 2017–18. Como calouro, ele imediatamente assumiu um papel de primeira linha e registrou seu primeiro ponto universitário na estreia contra Arizona State em 6 de outubro de 2017. Ele marcou seu primeiro gol em uma vitória por 4–0 sobre Merrimack College em 27 de outubro de 2017.
Embora tenha passado por um período de adaptação ao nível universitário, Makar elevou seu jogo após o início do novo ano, ajudando a equipe a alcançar a pós-temporada antes de sofrer uma derrota por 7–2 para a Northeastern University. Ele terminou em quinto lugar na equipe em pontos, segundo entre os defensores, com 5 gols e 16 assistências, totalizando 21 pontos em 34 jogos. Makar foi selecionado com Co-Novato do Ano pela Associação de Escritores de Hóquei no Gelo de New England.
Com a temporada concluída e apesar do interesse do Colorado Avalanche em torná-lo profissional, Makar optou por continuar seu desenvolvimento retornando para o seu segundo ano com UMass. Naquela temporada, Makar se tornou o primeiro jogador da Universidade de Massachusetts a ser homenageado como Jogador do Ano da Hockey East. Em 13 de abril, Massachusetts perdeu por 3–0 para a Universidade de Minnesota Duluth na final do Frozen Four.

### Profissional

#### Colorado Avalanche (2019–Presente)
Em 14 de abril de 2019, o Colorado Avalanche assinou um contrato de três anos com Makar. Ele marcou seu primeiro gol na NHL com seu primeiro chute em sua estreia no dia seguinte, durante o Jogo 3 da primeira rodada dos playoffs de 2019 contra o Calgary Flames. Com isso, ele se tornou o primeiro defensor a marcar um gol nos playoffs em sua estreia na NHL.
Makar fez parte da equipe do Avalanche para a temporada de 2019–20 e marcou seu primeiro gol na temporada regular em uma vitória por 6–1 sobre o Vegas Golden Knights. Em 12 de novembro de 2019, em uma vitória por 4–0 contra o Winnipeg Jets, Makar se tornou o segundo defensor do Avalanche a registrar 18 pontos em 18 jogos como calouro. No entanto, ele sofreu uma lesão na parte superior do corpo em um jogo contra o Boston Bruins em 7 de dezembro. Na época da lesão, ele liderava os calouros em pontos com 28 em 29 jogos. Makar retornou à equipe do Avalanche em 27 de dezembro, onde registrou uma assistência na derrota por 6–4 para o Minnesota Wild. Em 18 de janeiro de 2020, ele estabeleceu um novo recorde da franquia com seu 11º gol da temporada, superando o recorde de John-Michael Liles para mais gols por um defensor calouro. Como resultado de sua performance, ele foi nomeado finalista do Troféu Memorial Calder ao lado de Quinn Hughes e Dominik Kubalík. Durante a segunda rodada dos playoffs, Makar superou o recorde de mais pontos em uma pós-temporada por um defensor calouro, antes de ser superado por Hughes na noite seguinte. Após o término da temporada regular, Makar foi premiado com o Troféu Calder Memorial como Calouro do Ano.

##### Troféus Stanley Cup, Norris e Conn Smythe (2021–Presente)
Em 24 de julho de 2021, Makar assinou uma extensão de contrato de seis anos e US$54 milhões com o Avalanche. Em 28 de outubro, Makar marcou dois pontos (um gol e uma assistência) em uma vitória por 4–3 sobre o St. Louis Blues, alcançando seu 100º ponto em apenas 108 jogos, empatando com Sergei Zubov como o sexto defensor mais rápido a alcançar esse feito. Em 25 de março de 2022, ele marcou seu 24º gol da temporada de 2021–22 em uma vitória por 6–3 sobre o Philadelphia Flyers, quebrando o recorde de gols em uma única temporada por um defensor do Avalanche. Ele terminou a temporada com 28 gols, o maior número de gols por um defensor na NHL desde Brent Burns na temporada de 2016–17, e 58 assistências. Makar terminou em oitavo na votação para o Troféu Memorial Hart, concedido para o MVP pela Associação de Escritores de Hóquei Profissional.
O Avalanche terminou em primeiro lugar na Conferência Oeste e avançou para os playoffs de 2022 para enfrentar o Nashville Predators na primeira rodada. Makar marcou 10 pontos em uma varrida por 4–0 sobre os Predators, estabelecendo um recorde de pontos por um defensor nos primeiros quatro jogos de uma pós-temporada. Makar acumulou mais 19 pontos nas três rodadas seguintes, à medida que o Avalanche eliminou o St. Louis Blues e o Edmonton Oilers antes de vencer o Tampa Bay Lightning nas Finais da Stanley Cup. Makar terminou os playoffs com 29 pontos, o quarto maior número de pontos para um defensor em uma única pós-temporada na história da liga. Ele foi premiado com o Troféu Conn Smythe como o MVP da pós-temporada e se tornou apenas o terceiro defensor a ganhar os Troféus Norris e Conn Smythe na mesma temporada, após Bobby Orr (1970 e 1972) e Nicklas Lidström (2002).
Makar registrou 20 pontos nos primeiros 17 jogos da temporada de 2022–23, com seu 20º ponto sendo um gol em um jogo de 21 de novembro de 2022 contra o Dallas Stars. Esse gol foi o seu 200º ponto na carreira em 195 jogos, o mais rápido para qualquer defensor da NHL. Makar ganhou destaque quando, durante um jogo de 19 de dezembro contra o New York Islanders, convenceu o árbitro a cancelar uma penalidade que havia sido erroneamente aplicada ao jogador dos Islanders, Mathew Barzal, esclarecendo que havia caído por conta própria e não sido derrubado. Barzal comentou que foi "obviamente, um bom espírito esportivo da parte dele. Não sei se eu teria feito o mesmo, para ser honesto com você." Lesões fizeram com que Makar perdesse 22 jogos da temporada regular, mas ele terminou com 17 gols e 49 assistências em 60 jogos.

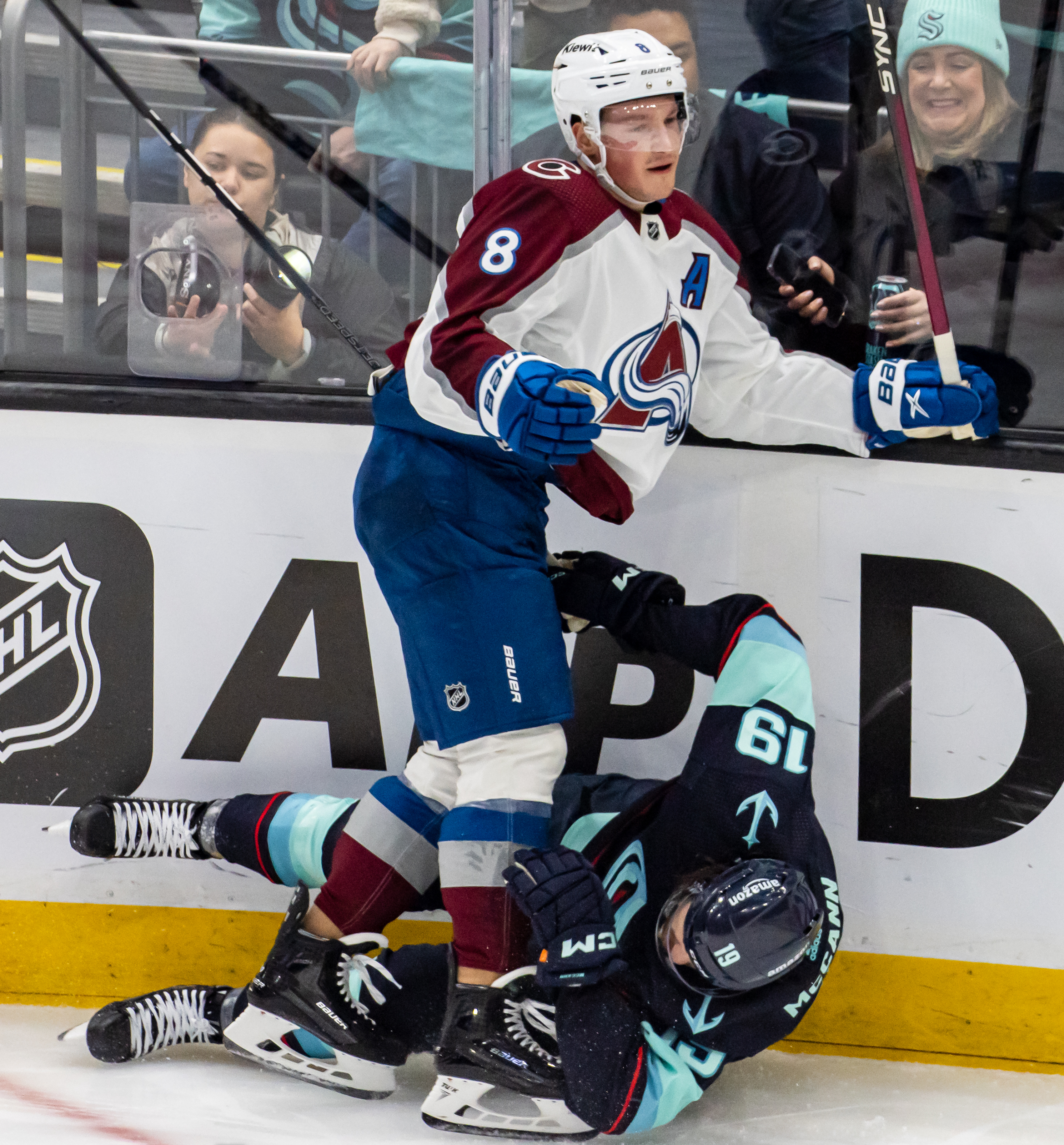
Makar após acertar Jared McCann durante o Jogo 4 dos playoffs de 2023.

Durante o Jogo 4 da primeira rodada dos playoffs de 2023, Makar se envolveu em um incidente controverso ao dar um que muitos consideraram um golpe duro e tardio contra as placas no jogador do Seattle Kraken, Jared McCann. Embora o jogo não tivesse sido oficialmente parado, o puck havia sido desviado para a rede de segurança superior e McCann havia diminuído seu ritmo em antecipação a um apito quando Makar deu o golpe. McCann, que foi descartado para o Jogo 5, ficou lesionado como resultado do golpe e não retornou para o resto do jogo, que acabou sendo uma vitória por 3–2 na prorrogação para o Kraken. Após o jogo, Makar afirmou que não tinha a intenção de machucar McCann e que não tinha certeza se o puck ainda estava em jogo no momento. No dia seguinte, ele recebeu uma suspensão de um jogo, esta foi a primeira suspensão (e a primeira infração disciplinar) da carreira de Makar na NHL. Ele retornou para o restante da série, que viu o Avalanche ser eliminado pelo Kraken em sete jogos.
Em 6 de março de 2024, Makar registrou seu primeiro hat-trick na NHL em uma vitória por 7–2 sobre o Detroit Red Wings, tornando-se o primeiro defensor do Avalanche a alcançar esse feito desde Sandis Ozoliņš em 1999. Ele terminou a temporada em segundo em pontos e em primeiro em pontos por jogo entre os defensores.

## Carreira pela seleção
Makar foi selecionado pela primeira vez pela Seleção Canadense para o Campeonato Mundial Sub-20 de 2018 em Buffalo, Nova York, onde conquistou a medalha de ouro. Makar terminou o torneio liderando todos os defensores com três gols e oito pontos em sete jogos.
Após o Mundial, Makar supostamente recusou um convite para se juntar à equipe sênior nas Olimpíadas de Inverno de 2018 em Pyeongchang para se concentrar na sua temporada na UMass, pois teria que perder três semanas para o torneio.

## Vida pessoal
Makar é filho de Gary Makar e Laura MacGregor. Makar tem ascendência ucraniana por parte de seu pai. Na infância, ele era fã do Calgary Flames, sua equipe local. Ele foi nomeado em homenagem ao ex-jogador da NHL, Cale Hulse.
Seu irmão mais novo, Taylor, joga na UMass-Amherst, onde Cale também estudou, e também foi draftado pelo Colorado Avalanche na sétima rodada do Draft da NHL de 2021.

## Estatísticas da carreira
| 2018–19 | Colorado Avalanche | NHL    | —   | —  | —   | —   | —  | 10 | 1  | 5  | 6  | 0  |
| 2019–20 | Colorado Avalanche | NHL    | 57  | 12 | 38  | 50  | 12 | 15 | 4  | 11 | 15 | 0  |
| 2020–21 | Colorado Avalanche | NHL    | 44  | 8  | 36  | 44  | 12 | 10 | 2  | 8  | 10 | 2  |
| 2021–22 | Colorado Avalanche | NHL    | 77  | 28 | 58  | 86  | 26 | 20 | 8  | 21 | 29 | 10 |
| 2022–23 | Colorado Avalanche | NHL    | 60  | 17 | 49  | 66  | 30 | 6  | 1  | 4  | 5  | 6  |
| 2023–24 | Colorado Avalanche | NHL    | 77  | 21 | 69  | 90  | 16 | 11 | 5  | 10 | 15 | 0  |
| Totais  | Totais             | Totais | 315 | 86 | 250 | 336 | 96 | 72 | 21 | 59 | 80 | 18 |